# 1785 en Italie
Chronologie de l'Italie
- 1781
- 1782
- 1783
- 1784
- 1785
- 1786
- 1787
- 1788
- 1789

## Événements
- 6 mars : décret mettant en vigueur la réforme administrative en Sicile[1] ; le vice-roi duc de Caracciolo réduit le champ d’action de la justice féodale, qui ne peut plus ni juger, ni incarcérer, et donne aux paysans un droit de recours auprès d’un tribunal pour tout abus fiscal ou empiètement sur les communaux. Le tribunal est submergé de plaintes. Une réforme municipale oblige les nobles à partager l’administration avec des fonctionnaires de l’État et les représentants élus des contribuables. Le pouvoir baronnial résiste mais est réellement entamé[2].
- 6 juin : Gian Carlo Pallavicino est élu doge de Gênes[3].

## Culture

### Opéras créés en 1785
- La finta principessa, opéra-bouffe en deux actes, créé au Kings Theatre de Londres le 2 avril 1785.
- Mitridate rè di Ponto[4], dramma per musica en trois actes d'Angelo Tarchi, créé au Teatro delle Dame, à Rome pour le carnaval de 1785.
- Arminio[5], dramma per musica d'Angelo Tarchi, livret de Ferdinando Moretti, créé au Nuovo Regio Ducale, à Mantoue, le 8 mai 1785.
- Ifigenia in Aulide[6], dramma serio per musica en deux actes d'Angelo Tarchi, livret d'Apostolo Zeno, créé au Teatro Nuovo, à Padoue, pour la foire de 1785.
- Virginia [7], dramma per musica d'Angelo Tarchi, créé au Teatro della Pergola, à Florence, le 8 septembre 1785.
- Ifigenia in Tauride [8], dramma per musica en trois actes d'Angelo Tarchi, livret de Marco Coltellini, créé au Teatro San Benedetto, à Venise, le 26 décembre 1785.

## Naissances en 1785
- 27 janvier : Odorico Politi, peintre néo-classique. († 18 octobre 1846)
- 3 mars : Giovanni Ricordi, éditeur d'ouvrages musicaux, fondateur en 1808 de la Casa Ricordi. († 15 mars 1853)
- 5 mars : Carlo Odescalchi, prince et prêtre, créé cardinal par le pape Pie VII lors du consistoire du 10 mars 1823, cardinal-archevêque de Ferrare en 1823 puis cardinal-vicaire de Rome. († 17 août 1841)
- 7 mars : Alessandro Manzoni, poète, dramaturge et prosateur, considéré comme l'un des écrivains italiens les plus importants de la période romantique. († 22 mai 1873)
- 27 mars : Filippo Giudice Caracciolo, évêque de Molfetta, puis archevêque de Naples, créé cardinal par le pape Grégoire XVI lors du consistoire du 29 juillet 1833. († 29 janvier 1844)
- 10 avril : Ferdinando Lanza, général bourbonien, lieutenant général du royaume des Deux-Siciles. († 21 juin 1865)
- 17 août : Bartolomeo Panizza, médecin anatomiste, universitaire, professeur à l'université de Pavie et chirurgien, qui participa à la campagne de Russie. († 17 avril 1867)
- 11 septembre : Antonio Targioni Tozzetti, médecin et botaniste, membre de l'Académie des sciences de Turin et de l'Accademia della Crusca. († 18 décembre 1856)
- 5 octobre : Giovanni Migliara, peintre et décorateur de théâtre actif au début du XIXe siècle. († 18 avril 1837)
- 6 octobre : Federico Confalonieri, opposant au régime napoléonien et patriote de l'unité italienne. († 10 décembre 1846)
- 12 octobre : Pietro Anderloni, graveur et peintre néo-classique. († 18 octobre 1846)
- 25 octobre : Enrico Acerbi, (également appelé Heinrich Acerbi), médecin, professeur à la clinique de l'université de Milan. († 5 décembre 1827)
- 15 novembre : Giuseppe Pecchio, homme politique, historien et économiste. († 4 juin 1835)

et aussi
- Michele Sangiorgi, peintre néo-classique. († 1822)
- Jean-Baptiste Gambaro (ou Giovanni Battista Gambaro), clarinettiste et compositeur de musique classique ayant fait carrière en France. († 1828)

## Décès en 1785
- 3 janvier : Baldassare Galuppi, 78 ans, compositeur vénitien, connu notamment pour ses opera buffa. (° 18 octobre 1706)
- 1er février : Paolo Maria Paciaudi, 74 ans, religieux, archéologue, bibliothécaire et antiquaire. (° 23 novembre 1710)
- 23 février : Lazzaro Opizio Pallavicino, 65 ans, cardinal créé par le pape Clément XIII lors du consistoire du 26 septembre 1766, camerlingue du Sacré Collège en 1776-1777 et cardinal secrétaire d'État de 1769 jusqu'à sa mort. (° 30 octobre 1719)
- 6 mars : 
  - Giulio Cesare Cordara, 80 ans, prêtre jésuite, érudit et historien. (° 16 décembre 1704)
  - Leopoldo Andrea Guadagni, 79 ans, jurisconsulte, professeur à l'université de Pise. (° 21 novembre 1705)
- 8 mars : Mario Gioffredo, 66 ans, architecte et ingénieur. (° 14 mai 1718)
- 14 mars : Giovanni Battista Locatelli, 72 ans, librettiste, impresario et directeur d'opéra, propriétaire d'une compagnie d'opéra et actif en Europe centrale et en Russie. (° 7 janvier 1713)
- 17 mars : Anton Gioseffo della Torre di Rezzonico, 75 ans, militaire, gouverneur de la citadelle de Parme et chambellan du duc de Parme. (° 5 avril 1709)
- 31 mars : Antonio Zirardini, 59 ans, historien, archéologue et érudit. (° décembre 1725)
- 8 mai : Pietro Falca, dit Pietro Longhi, 83 ans, peintre vénitien, connu notamment pour ses tableaux représentant la vie quotidienne de l'aristocratie vénitienne au XVIIIe siècle. (° 5 novembre 1701)
- 9 juin : Paolo Massei, 72 ans, cardinal créé par le pape Pie VI lors du consistoire du 14 février 1785, avec le titre de cardinal-prêtre de S. Agostino. (° 30 septembre 1712)
- 16 juillet : Giovanni Francesco Fromond, 45 ans, prêtre et physicien. (° 17 septembre 1739)
- 29 juillet : Carlo Cotumacci, 75 ans, organiste et compositeur de la période baroque. (° 1709)
- 21 août : Mario Guarnacci, 83 ans,  homme de lettres, archéologue, historien, historien de l'art, poète, connu pour avoir légué sa bibliothèque et ses collections de vestiges étrusques à sa ville natale de Volterra. (° 25 octobre 1701)
- 31 août : Pietro Chiari, 72 ans, écrivain, journaliste, dramaturge, romancier et librettiste vénitien. (° 25 décembre 1712)
- 15 septembre : 
  - Leopoldo de Gregorio, marquis d'Esquilache, 85 ans, homme politique espagnol d'origine italienne, surintendant général aux Finances de Charles III de 1759 à 1766 et diplomate. (° 23 décembre 1699)
  - Luigi Valadier, 85 ans, orfèvre, joaillier et sculpteur. (° 26 février 1726)
- 15 novembre : Innocenzo Conti, 54 ans, archevêque titulaire de Tyr, cardinal créé par le pape Clément XIV lors du consistoire du 23 septembre 1771, avec le titre de cardinal-prêtre de San Silvestro in Capite. (° 8 février 1731)
- 14 décembre : Giovanni Battista Cipriani, 58 ans, graveur et  peintre rococo et néoclassique actif surtout en Angleterre. (° 8 février 1731)